# Roughing the Cub
Roughing the Cub è un cortometraggio muto del 1913 diretto da Bert Angeles.

## Trama
Un giovanissimo reporter, il cucciolo del giornale, è sempre preso di mira negli scherzi dei colleghi professionisti che inventano per lui tutta una serie di falsi scoop per prenderlo in giro. Il ragazzo si imbatte però in una storia vera che potrebbe rivelarsi il più grande colpo giornalistico del quotidiano.

## Produzione
Il film fu prodotto dalla Vitagraph Company of America.

## Distribuzione
Distribuito dalla General Film Company, il film - un cortometraggio in una bobina - uscì nelle sale cinematografiche statunitensi il 30 giugno 1913. Il 13 ottobre di quell'anno fu distribuito anche nel Regno Unito.